# Championnats de France d'athlétisme en salle 1994
Navigation
Édition précédente Édition suivante
Les Championnats de France d'athlétisme en salle 1994 ont eu lieu les 26 et 27 février 1994 au Stadium de Bordeaux-Lac de Bordeaux.

## Palmarès
| Discipline       | Hommes               | Hommes         | Femmes             | Femmes        |
| ---------------- | -------------------- | -------------- | ------------------ | ------------- |
| 60 m             | Laurent Névo         | 6 s 67         | Odiah Sidibé       | 7 s 29        |
| 200 m            | Daniel Sangouma      | 21 s 06        | Fabienne Ficher    | 23 s 68       |
| 400 m            | Pierre-Marie Hilaire | 47 s 26        | Viviane Dorsile    | 52 s 78       |
| 800 m            | Bruno Konczylo       | 1 min 48 s 90  | Patricia Djaté     | 2 min 4 s 47  |
| 1 500 m          | Mickaël Damian       | 3 min 41 s 48  | Frédérique Quentin | 4 min 15 s 27 |
| 3 000 m          | Pascal Thiébaut      | 7 min 52 s 97  | Laurence Vivier    | 9 min 2 s 51  |
| 60 m haies       | Dan Philibert        | 7 s 63         | Patricia Girard    | 7 s 93        |
| Saut en hauteur  | Jean-Charles Gicquel | 2,29 m         | Maryse Maury       | 1,86 m        |
| Saut à la perche | Jean Galfione        | 5,70 m         | -                  | -             |
| Saut en longueur | Olivier Borderan     | 7,71 m         | Corinne Hérigault  | 6,45 m        |
| Triple saut      | Serge Hélan          | 16,90 m        | Valérie Guiyoule   | 13,38 m       |
| Lancer du poids  | Serge Mouton         | 17,51 m        | Annick Lefebvre    | 15,67 m       |
| 3 000 m marche   | -                    | -              | Nathalie Marchand  | 13 min 8 s 96 |
| 5 000 m marche   | Jean-Claude Corre    | 18 min 54 s 03 | -                  | -             |
| Heptathlon       | Christian Plaziat    | 5 980 pts      | -                  | -             |
| Pentathlon       | -                    | -              | Odile Lesage       | 4 165 pts     |